# 野菜嫌い
野菜嫌い（やさいぎらい）とは、野菜全般を苦手とする偏食の形態である。

## 日本における経緯
日本では高度経済成長期の頃から、次第に食生活が変化していく中で次第に問題視され始めた。特に近年ではジャンクフードやファーストフードの普及に伴い、「野菜嫌い＝偏食」という意識も強い。
特に1970～1980年代では、急速に変化した日本人の食生活により、成人病の増加も懸念され、当時の厚生省（現在の厚生労働省）が1985年に『健康づくりのための食生活指針』を発表した。なおこの中で同省は「1日30品目を食べよう」と提言したが、逆に「30品目」より多くても少なくてもいけないのかという誤解も見られたため、後に「○○品目」という表現は避けられるようになった模様だ。
この流れの中で、健康ブームといった流行もあり、冷凍食品やレトルト食品などのインスタント食品や加工食品が増えるに従い、それらでは栄養面で過不足が出やすいことが指摘され、特に不足しやすいと見なされた野菜類を積極的に取るべきとする論調も発生した。これにより、特に栄養バランスに優れた食事を取るべきだと考えられた成長期の児童らには、より積極的に野菜料理が与えられた。その結果、それらの野菜料理を好まない児童が「野菜嫌い」と評され、更に熱心に野菜を食べるようにと働き掛けを受けた。

### 問題点
この中で、野菜を取らないことで叱責を受けたり、厳しい罰を与えられたりする児童も続出、このような体験の中で野菜料理にトラウマを持つ人まで出るようになり、食育の観点から見ても、好ましからざる偏食を悪化させた事例も散見される。この中では家庭教育ないししつけの観点から、家庭内で野菜を食べないことについて、厳しく叱られたという話も聞かれる。
また学校給食の中で、野菜を残した児童に教師が食べるように強要、その扱いが児童の心情を無視した過酷な体罰に当たるのではないかと問題視された事例も見出され、1990年代より次第に「野菜を無理に食べさせずに、料理を工夫する事で美味しく食べさせる」という方向に変化していった。
この中では野菜をみじん切りにして見た目が判らないようにして、あるいは野菜嫌いの子供が一々選り分けられないようにして、他の料理に隠して加え、食べた後でネタ明かし、という手法でも食べられなかった子供が騙し討ちを喰らったと憤慨しより野菜嫌いになる傾向も無かった訳ではないが、このような調理面での工夫により「美味しく食べられるようになった」と当時を振り返る声も聞かれる。
2000年代に前後しては、より美味しい野菜料理のレシピが各種発表され、これにより「野菜を隠したりはせず、それでも美味しく食べられる」という方向性が教育的にも推奨されている様子が見られる。
なお先に挙げた「野菜を食べることを強要する」という行為に関しては、一部の食材にアレルギーを持つ児童が、これに理解の無い教師など（減感作療法を素人解釈したケースが多い）に給食で出された料理を食べることを強要されて発症、重篤な状態に陥った事例も報じられた1990年代に社会問題として取り上げられ、食べられないことを「理由の無い偏食」と決め付けて強引に矯正することの是非も問われたことに由来し、避けられるようになっていった。

## 野菜嫌いと調理方法・料理
野菜嫌いの多くでは、その味（渋さ、苦さ、匂い、食感）に影響する傾向が見られ、他方では形状（キノコの見た目的な部分など)や色で、ある種の連想により別のものに対する拒否感の延長で嫌うケースも見られる。
味の面での問題では、野菜の多くが温野菜などの形で加熱調理すると、渋みや苦さ、あるいはタマネギやネギの刺激臭といった、子供が嫌う要素が和らぎ、ものによっては甘くなるなど、子供の好む要素が高くなるものも見られる。また歯応えが柔らかくなり、加熱料理することで見た目的なかさが減って一口でより多く食べることができる。ペーストにすることで解決する場合もある。
また見た目の点では、みじん切りにする方法や他の料理に混ぜ込むという方法が用いられ、味・色・匂いが濃く子供が好むハンバーグやカレーといった料理に入れられる場合も見られる。この中では、細かく切る事で加熱されやすくなり、より食べ易くなるという効果もある。またシチューでは遊び要素的にユニークな形をさせた野菜を前面に出し、子供に興味を抱かせるという方法も聞かれる。
このほか、生野菜でも葉野菜の渋みでは茹でる形で調理すると渋みの原因であるアクが抜け、食べ易くなるもの（ホウレンソウやコマツナなど）があり、またこれらの野菜は生食よりもむしろ茹で調理した方が健康に良いとする意見もある。これらはお浸しにして鰹節や醤油などで味付けをしたり、または他の料理に添えたりする。
他にも野菜炒めのように、子供にも好まれる肉と野菜の折中料理もあり、その一方で生野菜でも茹でただけの温野菜でも、マヨネーズやドレッシングの工夫で美味しく食べられる場合も多い。
なお、こういった工夫をしても、ハンバーグのみじん切りのタマネギを箸で全てつまみ出す、嫌いな野菜と同色のものは警戒して食べない、といった場合も多々ある。

## その他の工夫
野菜に対して関心を持たせる事も、一部では提唱されている模様。この中では、家庭菜園やプランター栽培で、ミニトマトやメキャベツといったものを育てさせ、成長したものを調理して食するという食育的な方法が提示されている。万人に効果があるとはいえないが、野菜を育てそれを食べるという体験を通して、農業や生命に対する理解・関心を育むことは、一般教育的にも意義深いものだと考えられている。（→屠殺の項も参照）
乳幼児では難しいが、各栄養素の説明が理解できる程度の年齢になれば根気よい説得で食べるケースも増えてくる。
絵本といった創作物を通じ、強制ではないかたちで、野菜嫌いの克服を目指す取り組みもある。絵本作家の岩神愛のなりたいシリーズもその一例である。
市場経済の中で、栽培される品種（味よりも見た目へ）の変化や旬を無視した時期の栽培、肥料の過剰施用などにより、野菜自体の味が落ちているとする意見もある。野菜の旬では、例えばホウレンソウは夏季よりも、旬である冬季に栽培された物の方が甘味が強くなるなどがある。この旬（その食べ物がおいしさを増す時期・季節）という考え方に絡んでは、地産地消の中でも「地域の食材を最もおいしい時期に消費する」ことで、地域の季節と「おいしいものを食べた」という記憶の結びついた体験をさせ、郷土愛のような地域に対する愛着・関心を高めようという動きも見られる。